# مرد ایرلندی (فیلم ۲۰۱۹)
مرد ایرلندی یا ایرلندی (انگلیسی: The Irishman) یک فیلم آمریکایی در ژانر حماسی جنایی به تهیه‌کنندگی و کارگردانی مارتین اسکورسیزی است که در سال ۲۰۱۹ منتشر شد. فیلم‌نامه این فیلم توسط استیون زایلیان بر اساس رمان شنیده‌ام خانه‌ها را رنگ می‌کنی اثر چارلز برنت نوشته شده‌است. فیلم داستان زندگی فرانک شیرن را در چندین برهه به تصویر می‌کشد. رابرت دنیرو، آل پاچینو، جو پشی، بابی کاناوله، آنا پاکوین، هاروی کایتل و ری رومانو ستارگان فیلم هستند.
پرونده ساخت فیلم از سال ۲۰۱۴ باز شد. پس از فیلم سکوت (۲۰۱۶) اعلام شد که پروژه بعدی اسکورسیزی، مرد ایرلندی  نام دارد و آل پاچینو و رابرت دنیرو در آن بازی می‌کنند. طبق گفته پاچینو، اسکورسیزی تلاش زیادی کرد تا جو پشی که کار بازیگری را کنار گذاشته بود برای ایفای نقش در فیلم قانع کند. فیلم‌برداری از سپتامبر ۲۰۱۷ آغاز شد. مرد ایرلندی به‌طور گسترده در نیویورک و نقاط مختلف آن از جمله مینولا، لانگ آیلند و وینستون پارک جلوی دوربین رفت. سرانجام فیلم‌برداری در مارس ۲۰۱۹ به اتمام رسید. مراحل پس از تولید به علت استفاده از جلوه‌های ویژه کامپیوتری برای جوان کردن بازیگران، به خصوص رابرت دنیرو خرج زیادی داشت. بودجه نهایی فیلم ۱۵۹ میلیون دلار اعلام شد که مرد ایرلندی را به گران‌ترین فیلم کارنامه اسکورسیزی تبدیل می‌کند.
مرد ایرلندی از محصولات اصلی نت‌فلیکس است و توسط همین شرکت در تاریخ ۲۷ نوامبر ۲۰۱۹ به صورت اینترنتی منتشر شد. فیلم نخستین بار در سپتامبر ۲۰۱۹ و در طی جشنواره فیلم نیویورک به روی پرده رفت. فیلم همچنین اکران محدود خود را از تاریخ ۱ نوامبر ۲۰۱۹ آغاز کرد. مرد ایرلندی با تحسین جهانی منتقدان همراه بود و در زمینه فیلم‌نامه، کارگردانی و عملکرد دنیرو، پاچینو و پشی ستایش شد. تعدادی از منتقدان، مرد ایرلندی را بهترین فیلم کارنامه اسکورسیزی دانستند. هیئت ملی بازبینی فیلم، مرد ایرلندی را بهترین فیلم سال ۲۰۱۹ انتخاب کرد. مرد ایرلندی در هفتاد و هفتمین مراسم گلدن گلوب در پنج رشته؛ از جمله بهترین فیلم درام، بهترین کارگردانی و بهترین بازیگر نقش مکمل مرد فیلم درام برای پاچینو و پشی نامزد جایزه بود اما نتوانست هیچ‌کدام را بدست آورد. همچنین در نود و دومین دوره جوایز اسکار، فیلم در ۱۰ رشته از جمله بهترین فیلم، بهترین کارگردانی و بهترین بازیگر نقش مکمل مرد نامزد دریافت جایزه اسکار بود اما باز هم در کسب جایزه ناکام ماند.
طبق آماری که نت‌فلیکس منتشر کرد، مرد ایرلندی در پنج روز نخست، ۱۷٫۱ میلیون نفر تماشاچی داشته‌است که آن را بعد از فیلم جعبه پرنده (۲۰۱۸) با ۲۶ میلیون تماشاچی به پربیننده‌ترین فیلمی تبدیل می‌کند که تاکنون نت‌فلیکس تهیه کرده‌است. در تاریخ ۱۰ دسامبر ۲۰۱۹، ورایتی به نقل از نت‌فلیکس اعلام کرد، تاکنون ۲۶٫۴ میلیون نفر مرد ایرلندی را که به صورت آنلاین در دسترس مخاطبان قرار گرفته تماشا کرده‌اند.

## داستان
در دهه ۱۹۵۰ میلادی، راننده کامیونی به نام فرانک شیرن (رابرت دنیرو) که حالا در یک خانهٔ سالمندان زندگی می‌کند، به همراه راسل بوفالینو (جو پشی)، از روسای مافیا ارتباط می‌گیرد. شیران همزمان با بالا رفتن رتبه خود و تبدیل شدن به یک قاتل قراردادی برتر، شروع به کار برای جیمی هوفا (آل پاچینو) می‌کند. هوفا از رهبران اتحادیه کارگران در آمریکا بود که با مافیا و جرائم سازمان یافته ارتباط داشت. این فیلم داستان زندگی شیرن را دنبال می‌کند که گذشته خود را در دنیای جرم و جنایت به یاد می‌آورد و همچنین نقشی که در ناپدید شدن جیمی هوفا در سال ۱۹۷۵ داشته‌است.

## بازیگران
- رابرت دنیرو در نقش فرانک شیرن
- آل پاچینو در نقش جیمی هوفا
- جو پشی در نقش راسل بوفالینو
- ری رومانو در نقش بیل بوفالینو
- بابی کاناوله در نقش فلیکس دیتولیو
- آنا پاکوین در نقش پگی شیرن
- استیون گراهام در نقش آنتونیو پرونزانو
- هاروی کایتل در نقش آنجلو برونو
- کاترین ناردوچی در نقش کری بوفالینو
- جسی پلمونس در نقش چاکی اوبراین
- جک هیوستون در نقش رابرت اف. کندی
- دومنیک لامباردوتزی در نقش سالراو
- پل هرمن در نقش ویسپر دیتولیو
- گری باسارابا در نقش فرانک فیتزسیمونز
- مارین ایرلند در نقش دولرس شیرن
- الکسا پالادینو در نقش مری شیرن
- جی. سی. مک‌کنزی در نقش جیمز اف. نیل
- لری رومانو در نقش فیلیپ تستا
- استیون ون زندت در نقش جری وال

## تولید

### جلوه‌های ویژه
شرکت آی‌ال‌ام به همراه پابلو هلمن، ناظر جلوه‌های ویژه، امور جلوه‌های ویژه مرد ایرلندی را برعهده داشته‌اند. اسکورسیزی و دنیرو در اوت ۲۰۱۵ با بازسازی صحنه‌ای از فیلم رفقای خوب (۱۹۹۰)، تکنیک سن‌زدایی را امتحان کردند. اسکورسیزی می‌گوید: «این کار ریسکی بود و واقعیتی بود که وجود داشت. ما به هرحال سعی کردیم فیلم را بسازیم. بعد از صبری ده‌ساله [...] بالاخره راهش را پیدا کردیم.» زمانی که مرد ایرلندی منتشر شد، پاچینو ۷۹ساله و دنیرو و پشی هردو ۷۶ساله بودند.

### موسیقی متن
رابی رابرتسون و رندال پاستر، ناظر موسیقی، موسیقی متن این فیلم را گردآوری کردند. موسیقی متن مرد ایرلندی از قطعات تازه و همچنین قطعاتی تشکیل شده‌است که قبلاً وجود داشته‌اند. رابرتسون در گفتگو با مجله رولینگ استون می‌گوید: «این شاید دهمین فیلمی است که با مارتی [اسکورسیزی] کار می‌کنم و هربار که با هم کار می‌کنیم، یک تجربه جدید است [...] موسیقی متن مرد ایرلندی یک همکاری نامعمول بود. ما تلاش می‌کردیم در طول دهه‌های فراوانی که داستان فیلم رخ می‌دهد، یک صدا، یک حس، یک حالتی را کشف کنیم که کارساز باشد.» رابرتسون علاوه بر جمع‌آوری موسیقی متن، موسیقی فیلم را نوشته‌است. اگرچه تنها قطعه «تم اصلی مرد ایرلندی» در آلبوم موسیقی متن قرار گرفته‌است. ایندی‌وایر در دسامبر ۲۰۱۹ گزارش داد که به دلیل وجود آهنگ‌های موفق رده‌بالای قدیمی در آلبوم موسیقی متن، رابرتسون نمی‌تواند نامزد جایزه اسکار بهترین موسیقی فیلم شود. دو آهنگ «یادآوری» و «شنیده‌ام خانه‌ها را رنگ می‌زنی» که رابرتسون نوشته‌است، در تیتراژ فیلم ذکر شده و همچنین در آلبوم ۲۰۱۹ رابرتسون به نام سینماتیک وجود دارد.
| موسیقی متن اصلی مرد ایرلندی | موسیقی متن اصلی مرد ایرلندی | موسیقی متن اصلی مرد ایرلندی        | موسیقی متن اصلی مرد ایرلندی |
| شماره                       | نام                         | هنرمندان                           | مدت                         |
| --------------------------- | --------------------------- | ---------------------------------- | --------------------------- |
| ۱.                          | «در ایستایی شب»             | فایو ساتینز                        | ۳:۰۵                        |
| ۲.                          | «تقاطع تاکسیدو»             | گلن میلر                           | ۳:۲۶                        |
| ۳.                          | «شنیدم در می‌زنی»            | اسمایلی لوئیس                      | ۲:۴۵                        |
| ۴.                          | «مرد چاق»                   | فتس دومینو                         | ۲:۳۶                        |
| ۵.                          | «آنا» (تم اصلی فیلم آنا)    | فلو سندانز                         | ۲:۲۹                        |
| ۶.                          | «له گریسبی»                 | جین وتزل                           | ۳:۲۶                        |
| ۷.                          | «دلیکادو»                   | پرسی فیث                           | ۲:۵۳                        |
| ۸.                          | «گناه کرده‌ام»               | دانی البرت                         | ۲:۵۹                        |
| ۹.                          | «تم اصلی»                   | رابی رابرتسون                      | ۴:۳۶                        |
| ۱۰.                         | «کُنتس پابرهنه»              | هوگو وینترهالتر                    | ۲:۳۹                        |
| ۱۱.                         | «کت سفید ورزشی و میخک»      | مارتی رابینز                       | ۲:۳۱                        |
| ۱۲.                         | «غروب کانادایی» (نسخه)      | ادی هیوود جونیور و هوگو وینترهالتر | ۲:۵۵                        |
| ۱۳.                         | «هانکی تانک»                | بیل داگت                           | ۳:۰۵                        |
| ۱۴.                         | «قطعه سودا»                 | جکی گلیسون                         | ۳:۱۵                        |
| ۱۵.                         | «مامبوی ثروتمند»            | پرس پرادو                          | ۳:۵۸                        |
| ۱۶.                         | «گریه»                      | جانی ری و فور لدز                  | ۳:۰۴                        |
| ۱۷.                         | «خوابگردی»                  | سانتو و جانی                       | ۲:۲۷                        |
| ۱۸.                         | «حالا وقتش است»             | گلددیگرز                           | ۲:۰۳                        |
| ۱۹.                         | «فراتر»                     | جری وال                            | ۳:۱۸                        |
| ۲۰.                         | «وانمود کن که او را ندیدی»  | لاتین کازینو آل استارز             | ۲:۴۲                        |
| مجموع مدت:                  | مجموع مدت:                  | مجموع مدت:                         | ۶۰:۱۳                       |